# WTA de Nottingham de 2019
O WTA de Nottingham de 2019 foi um torneio de tênis feminino disputado em quadras de grama (e alternativamente, nesta edição, em duras cobertas) na cidade de Nottingham, no Reino Unido. Esta foi a 12ª edição. 

## Simples

### Cabeças de chave
| Cabeça | Ranking | Jogadora            |
| ------ | ------- | ------------------- |
| 1      | 22      | Caroline Garcia     |
| 2      | 24      | Donna Vekić         |
| 3      | 28      | Yulia Putintseva    |
| 4      | 30      | Maria Sakkari       |
| 5      | 32      | Dayana Yastremska   |
| 6      | 47      | Ajla Tomljanović    |
| 7      | 50      | Zhang Shuai         |
| 8      | 53      | Kristina Mladenovic |
| 9      | 57      | Tatjana Maria       |
| 10     | 70      | Evgeniya Rodina     |

- 1 Rankings de 27 de maio de 2019

### Outras entradas
As seguintes jogadoras receberam convites para a chave principal:
- Naiktha Bains
- Maia Lumsden
- Katie Swan

A seguinte jogadora entrou na chave principal usando ranking protegido:
- Shelby Rogers

As seguintes jogadoras entram na chave principal conquistando o qualificatório:
- Magdalena Fręch
- Danielle Lao
- Tara Moore
- Ellen Perez
- Elena-Gabriela Ruse
- Liudmila Samsonova

As seguintes jogadoras entraram na chave principal como lucky losers:
- Chloé Paquet
- Ankita Raina

### Desistências
- Ashleigh Barty → substituída por  Dalila Jakupović
- Katie Boulter → substituída por  Astra Sharma
- Mihaela Buzărnescu → substituída por  Sara Sorribes Tormo
- Vitalia Diatchenko → substituída por  Bernarda Pera
- Daria Gavrilova → substituída por  Jennifer Brady
- Camila Giorgi → substituída por  Monica Niculescu
- Johanna Konta → substituída por  Heather Watson
- Anastasia Potapova → substituída por  Ivana Jorović
- Yulia Putintseva → substituída por  Chloé Paquet
- Barbora Strýcová → substituída por  Harriet Dart
- Markéta Vondroušová → substituída por  Shelby Rogers
- Dayana Yastremska → substituída por  Ankita Raina

### Abandonos
Magdaléna Rybáriková (infecção respiratória)

## Duplas

### Cabeças de chave
| Cabeça | Ranking | Equipe             | Equipe             |
| ------ | ------- | ------------------ | ------------------ |
| 1      | 22      | Gabriela Dabrowski | Xu Yifan           |
| 2      | 55      | Alicja Rosolska    | Yang Zhaoxuan      |
| 3      | 67      | Darija Jurak       | Katarina Srebotnik |
| 4      | 107     | Makoto Ninomiya    | Renata Voráčová    |

- 1 Rankings de 27 de maio de 2019.

### Outras entradas
As seguintes duplas receberam convites para a chave principal:
- Naiktha Bains /  Freya Christie
- Sarah Beth Grey /  Eden Silva

## Finais
| Categoria | Campeã(s)                       | Vice-campeã(s)              | Resultado       | Chave(s)  | Chave(s)       |
| --------- | ------------------------------- | --------------------------- | --------------- | --------- | -------------- |
| Simples   | Caroline Garcia                 | Donna Vekić                 | 2–6, 7–64, 7–64 | principal | qualificatório |
| Duplas    | Desirae Krawczyk Giuliana Olmos | Ellen Perez Arina Rodionova | 7–65, 7–5       | principal | principal      |